# 4817 Gliba
4817 Gliba eller 1984 DC1 är en asteroid i huvudbältet som upptäcktes den 27 februari 1984 av den belgiske astronomen Henri Debehogne vid La Silla-observatoriet. Den är uppkallad efter George Gliba.
Asteroiden har en diameter på ungefär 3 kilometer och den tillhör asteroidgruppen Nysa.